# Pablo Nascimento Castro
Pablo Nascimento Castro (São Luís, 21 giugno 1991) è un calciatore brasiliano, difensore del Flamengo.

## Caratteristiche tecniche
È un difensore centrale.

## Carriera
Ha esordito il 4 febbraio 2010 con la maglia del Quixadá in un match del Campionato Cearense vinto 3-2 contro l'Horizonte. Il 20 febbraio esordisce con la Lokomotiv Mosca, segnando il gol del momentaneo 1-0 in occasione della vittoria per 3-0 contro il Tambov in Coppa di Russia.

### Botafogo
Il 2 febbraio 2024 è stato annunciato come nuovo rinforzo per il Botafogo fino alla fine del 2024. Appena arrivato al Botafogo, Pablo ha avvertito dolore alla coscia e da allora è assente dalla squadra. Il difensore non è stato ancora nemmeno inserito nell'elenco di Alvinegro.
Il 17 aprile 2024, due mesi dopo essere stato firmato dal Botafogo, Pablo è stato finalmente annunciato dal club in una conferenza stampa allo stadio Nilton Santos.
Il 21 aprile Pablo ha finalmente debuttato con il Botafogo nella vittoria per 5-1 contro la Juventude, allo stadio Nilton Santos, nel terzo turno del campionato brasiliano. Il difensore, però, si è sentito nuovamente la coscia ed è uscito dal gioco. Pablo è rimasto in campo solo 20 minuti.

## Statistiche

### Presenze e reti nei club
Statistiche aggiornate al 22 gennaio 2025.
| Stagione               | Squadra                | Campionato             | Campionato | Campionato | Coppe nazionali | Coppe nazionali | Coppe nazionali | Coppe continentali | Coppe continentali | Coppe continentali | Altre coppe | Altre coppe | Altre coppe | Totale | Totale | Totale |
| Stagione               | Squadra                | Comp                   | Pres       | Reti       | Comp            | Pres            | Reti            | Comp               | Pres               | Reti               | Comp        | Pres        | Reti        | Pres   | Reti   |        |
| ---------------------- | ---------------------- | ---------------------- | ---------- | ---------- | --------------- | --------------- | --------------- | ------------------ | ------------------ | ------------------ | ----------- | ----------- | ----------- | ------ | ------ | ------ |
| 2010                   | Quixadá                | PD/CE                  | 1          | 0          | CB              | 0               | 0               | -                  | -                  | -                  | -           | -           | -           | 1      | 0      |        |
| 2010                   | Ceará                  | PD/CE+A                | 3+3        | 0          | CB              | 0               | 0               | -                  | -                  | -                  | CdN         | 6           | 0           | 12     | 0      |        |
| 2011                   | Tiradentes-CE          | PD/CE                  | 3          | 0          | CB              | 0               | 0               | -                  | -                  | -                  | -           | -           | -           | 3      | 0      |        |
| 2011                   | Ceará                  | PD/CE+A                | 3+0        | 0          | CB              | 0               | 0               | -                  | -                  | -                  | -           | -           | -           | 3      | 0      |        |
| Totale Ceará           | Totale Ceará           | Totale Ceará           | 6+3        | 0          |                 | 0               | 0               |                    | -                  | -                  |             | 6           | 0           | 15     | 0      |        |
| 2012                   | Grêmio                 | PD/RS+A                | 1+0        | 0          | CB              | 0               | 0               | -                  | -                  | -                  | -           | -           | -           | 1      | 0      |        |
| 2013                   | Avaí                   | PD/SC+B                | 15+3       | 2+1        | CB              | 4               | 0               | -                  | -                  | -                  | -           | -           | -           | 22     | 3      |        |
| 2014                   | Avaí                   | PD/SC+B                | 8+32       | 0+4        | CB              | 5               | 0               | -                  | -                  | -                  | -           | -           | -           | 45     | 4      |        |
| Totale Avaí            | Totale Avaí            | Totale Avaí            | 23+35      | 2+5        |                 | 9               | 0               |                    | -                  | -                  |             | -           | -           | 67     | 7      |        |
| 2015                   | Ponte Preta            | A1/SP+A                | 14+18      | 0+1        | CB              | 3               | 0               | CS                 | 1                  | 0                  | -           | -           | -           | 36     | 1      |        |
| 2015-2016              | Bordeaux               | L1                     | 16         | 1          | CF+CdL          | 1+0             | 0               | UEL                | 1                  | 0                  | -           | -           | -           | 18     | 1      |        |
| 2016-gen. 2017         | Bordeaux               | L1                     | 0          | 0          | CF+CdL          | 0               | 0               | -                  | -                  | -                  | -           | -           | -           | 0      | 0      |        |
| 2017                   | Corinthians            | A1/SP+A                | 16+24      | 2+0        | CB              | 6               | 0               | CS                 | 4                  | 0                  | -           | -           | -           | 50     | 2      |        |
| gen.-giu. 2018         | Bordeaux               | L1                     | 15         | 0          | CF+CdL          | -               | -               | UEL                | -                  | -                  | -           | -           | -           | 15     | 0      |        |
| 2018-2019              | Bordeaux               | L1                     | 25         | 1          | CF+CdL          | 0+2             | 0               | UEL                | 12                 | 0                  | -           | -           | -           | 39     | 1      |        |
| 2019-2020              | Bordeaux               | L1                     | 25         | 4          | CF+CdL          | 1+2             | 0               | -                  | -                  | -                  | -           | -           | -           | 28     | 4      |        |
| 2020-gen. 2021         | Bordeaux               | L1                     | 13         | 1          | CF              | 0               | 0               | -                  | -                  | -                  | -           | -           | -           | 13     | 1      |        |
| Totale Bordeaux        | Totale Bordeaux        | Totale Bordeaux        | 94         | 7          |                 | 6               | 0               |                    | 13                 | 0                  |             | -           | -           | 113    | 7      |        |
| gen.-giu. 2021         | Lokomotiv Mosca        | PL                     | 10         | 0          | CR              | 4               | 1               | -                  | -                  | -                  | -           | -           | -           | 14     | 1      |        |
| 2021-mar. 2022         | Lokomotiv Mosca        | PL                     | 13         | 1          | CR              | 0               | 0               | UEL                | 3                  | 0                  | SR          | 1           | 0           | 17     | 1      |        |
| Totale Lokomotiv Mosca | Totale Lokomotiv Mosca | Totale Lokomotiv Mosca | 23         | 1          |                 | 4               | 1               |                    | 3                  | 0                  |             | 1           | 0           | 31     | 2      |        |
| 2022                   | Flamengo               | A/RJ+A                 | 0+23       | 0          | CB              | 3               | 0               | CL                 | 5                  | 0                  | -           | -           | -           | 31     | 0      |        |
| 2023                   | Flamengo               | A/RJ+A                 | 6+7        | 0          | CB              | 0               | 0               | CL                 | 1                  | 0                  | SB+Cmc+RS   | 0+1+0       | 0           | 15     | 0      |        |
| gen. 2024              | Flamengo               | A/RJ+A                 | 1+0        | 0          | CB              | -               | -               | CL                 | -                  | -                  | -           | -           | -           | 1      | 0      |        |
| 2024                   | Botafogo               | A/RJ+A                 | 0+1        | 0          | CB              | -               | -               | CL                 | -                  | -                  | CInt        | -           | -           | 1      | 0      |        |
| 2025                   | Flamengo               | A/RJ+A                 | 4+0        | 0          | CB              | 0               | 0               | CL                 | 0                  | 0                  | SB+Cmc      | 0           | 0           | 4      | 0      |        |
| Totale Flamengo        | Totale Flamengo        | Totale Flamengo        | 11+30      | 0          |                 | 3               | 0               |                    | 6                  | 0                  |             | 1           | 0           | 51     | 0      |        |
| Totale carriera        | Totale carriera        | Totale carriera        | 303        | 18         |                 | 31              | 1               |                    | 27                 | 0                  |             | 8           | 0           | 369    | 19     |        |

### Cronologia presenze e reti in nazionale
| Cronologia completa delle presenze e delle reti in nazionale ― Brasile | Cronologia completa delle presenze e delle reti in nazionale ― Brasile | Cronologia completa delle presenze e delle reti in nazionale ― Brasile | Cronologia completa delle presenze e delle reti in nazionale ― Brasile | Cronologia completa delle presenze e delle reti in nazionale ― Brasile | Cronologia completa delle presenze e delle reti in nazionale ― Brasile | Cronologia completa delle presenze e delle reti in nazionale ― Brasile | Cronologia completa delle presenze e delle reti in nazionale ― Brasile |
| Data                                                                   | Città                                                                  | In casa                                                                | Risultato                                                              | Ospiti                                                                 | Competizione                                                           | Reti                                                                   | Note                                                                   |
| ---------------------------------------------------------------------- | ---------------------------------------------------------------------- | ---------------------------------------------------------------------- | ---------------------------------------------------------------------- | ---------------------------------------------------------------------- | ---------------------------------------------------------------------- | ---------------------------------------------------------------------- | ---------------------------------------------------------------------- |
| 12-10-2018                                                             | Riad                                                                   | Arabia Saudita                                                         | 0 – 2                                                                  | Brasile                                                                | Amichevole                                                             | -                                                                      |                                                                        |
| 20-11-2018                                                             | Milton Keynes                                                          | Brasile                                                                | 1 – 0                                                                  | Camerun                                                                | Amichevole                                                             | -                                                                      |                                                                        |
| Totale                                                                 |                                                                        | Presenze                                                               | 2                                                                      |                                                                        | Reti                                                                   | 0                                                                      |                                                                        |

## Palmarès

### Club

#### Competizioni statali
- Campionato paulista: 1

Corinthians: 2017
- Campionato carioca: 1

Flamengo: 2025
- Taça Guanabara: 1

Flamengo: 2025

#### Competizioni nazionali
- Campionato brasiliano: 2

Corinthians: 2017
Botafogo: 2024
- Coppa di Russia: 1

Lokomotiv Mosca: 2020-2021
- Coppa del Brasile: 1

Flamengo: 2022
- Supercoppa del Brasile: 1

Flamengo: 2025

#### Competizioni internazionali
- Coppa Libertadores: 2

Flamengo: 2022
Botafogo: 2024